# Адам Черняков
Адам Абрам Черняков (пол. Adam Abram Czerniaków; 30 листопада 1880, Варшава, Російська Імперія — 23 липня 1942, Варшавське гетто) — польський інженер єврейського походження, в 1930-тих роках — сенатор Польщі. У 1939 -1942 роках очолював юденрат Варшавського гетто. Скоїв самогубство, дізнавшись про те, що нацисти планують масову депортацію євреїв з гетто в концтабір Треблінка.

## Життєпис
Народився в 1880 році у Варшаві. Освіту здобув у професійному училищі місцевої єврейської громади. У 1927-1934 роках Адам Черняков був членом Варшавської муніципальної ради й одночасно з цим, у 1931 році — сенатором Польщі. 4 жовтня 1939 року, через кілька днів після початку окупації Варшави нацистами, очолив юденрат (орган самоврядування Варшавського гетто, відповідальний за виконання розпоряджень окупаційної адміністрації на його території).
У червні 1942 року юденрат отримав розпорядження окупаційних властей забезпечити депортацію євреїв у кількості не менше 6000 осіб на добу. Усвідомивши, до чого це може призвести, Черняков безуспішно намагався добитися у нацистів права залишити в гетто хоча б сиріт (в тому числі, з дитячого будинку доктора Януша Корчака). Коли його спроби не увінчалися успіхом, скоїв самогубство в своєму кабінеті, прийнявши ціаністий калій.
Починаючи з 6 вересня 1939 року і до останнього дня життя, А. Черняков вів щоденник, який був опублікований в 1979 році в англомовному перекладі.
Адам Черняков похований на єврейському кладовищі у Варшаві.

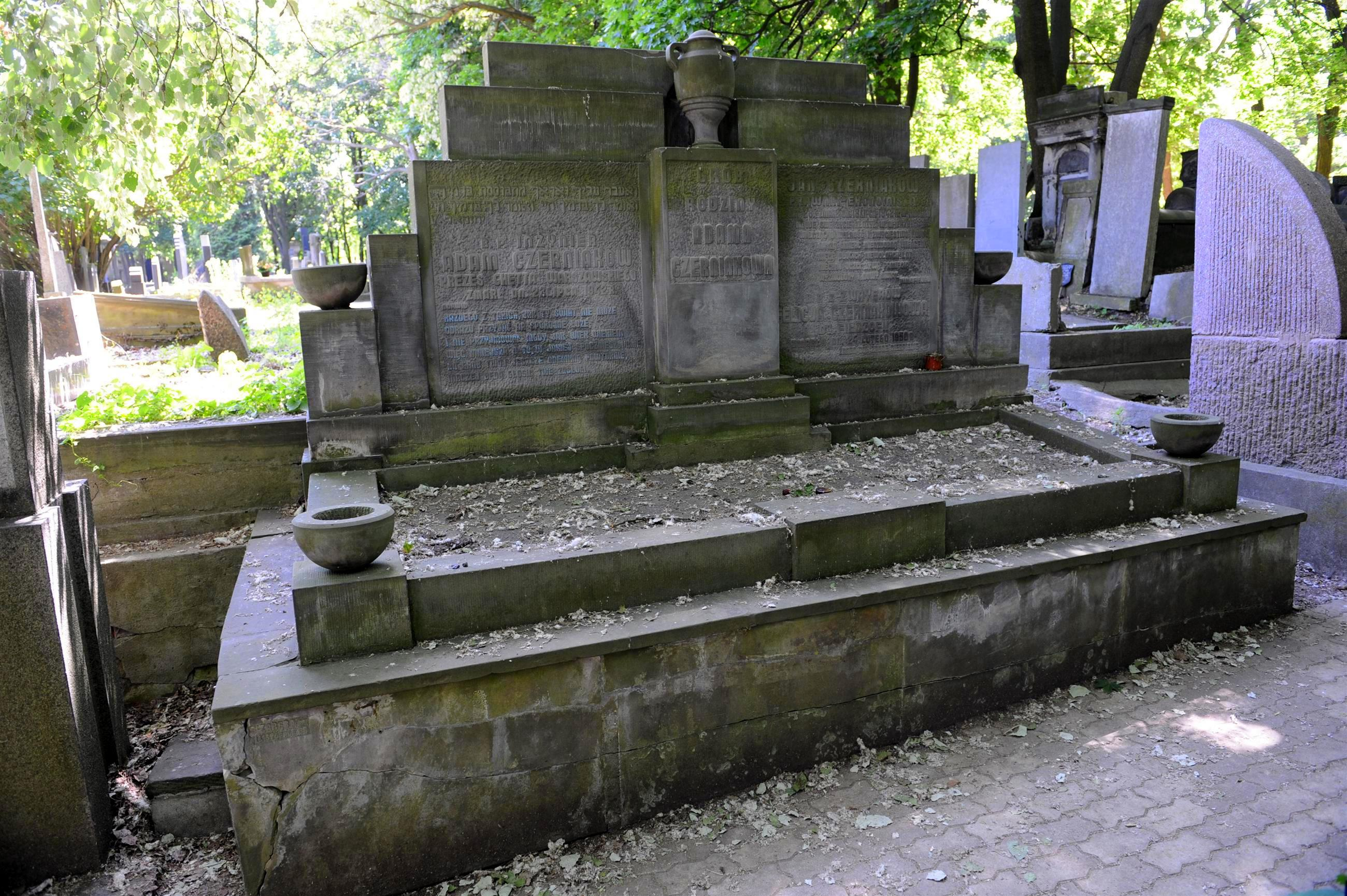
Могила Адама Чернякова на єврейському кладовищі Варшави

## У кінематографі
- У фільмі Анджея Вайди «Корчак» Адам Черняков, роль якого виконав Александер Бардіні, зображений в якості політичної фігури з трагічною долею. За сюжетом, глава юденрата намагається зробити все можливе для припинення масових депортацій євреїв до концтабору Треблінка і піддається моральним приниженням та фізичним побиттям з боку нацистів. Не зумівши переконати окупаційну владу залишити живими в гетто хоча б дітей-сиріт, Черняков скоює самогубство.
- У 2001 році був знятий фільм про повстання у Варшавському гетто «Повстання» (Uprising), де роль Адама Чернякова зіграв актор Дональд Сазерленд.
- У документальній кінострічці «Незакінчений фільм» [Архівовано 9 листопада 2020 у Wayback Machine.] режисер Яель Херсонскі ілюструє фрагменти з щоденників Адама Чернякова кадрами кінохроніки, знятої німецькими окупантами у Варшавському гетто навесні 1942 року. У хроніці також можна бачити і самого Чернякова.